# 블릭사 바르겔트

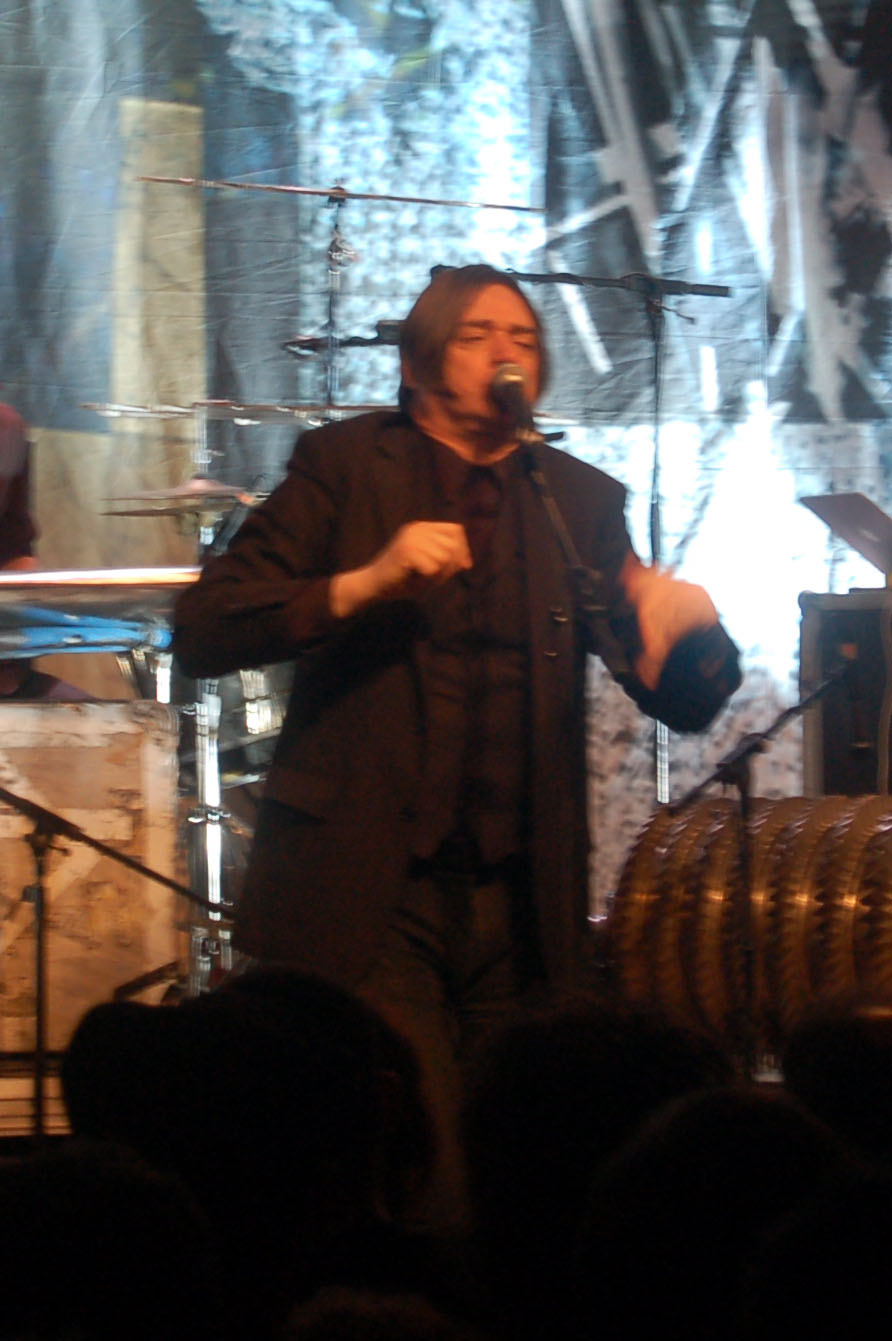

블릭사 바르겔트(Blixa Bargeld, 1959년 - )는 독일의 음악가이다. 아인슈튀르첸데 노이바우텐의 리더이다. 본명은 크리스티안 에메르리히이며, 예명 바르겔트는 다다이즘 예술가 요하네스 테오도르 바르겔트에 대한 존경의 표시이고, 블릭사는 마커펜 브랜드이다.

## 삶
1984년부터 2003년까지 닉 케이브 앤드 더 배드 시즈의 기타리스트였다.

## 작품

### 솔로 음반
- RECYCLED, 2000
- Commissioned Music, 1995
- Blixa Bargeld liest Bertolt Brecht: Erotische Gedichte, 2006
- anbb: alva noto & blixa bargeld: Mimikry, 2010

### 책
- Stimme frißt Feuer. Merve, Berlin 1988, ISBN 3-88396-056-X
- Headcleaner. Texte für Einstürzende Neubauten. Gestalten Verlag, Berlin 1997, ISBN 978-3-931126-12-4, Englisch/Deutsch
- serialbathroomdummyrun. 1998, ISBN 978-3-932955-97-6
- Kain Karawahn und Yoko Tawada: 233 °C. Konkursbuch Verlag, Tübingen 1999, ISBN 3-88769-133-4